# Identifiant (métadonnée)
Dans les métadonnées, un identifiant est un libellé, signe ou indication indépendant du langage informatique, qui identifie de façon unique un objet avec un schéma d'identification.
Le suffixe de l'identifiant est aussi utilisé comme terme de représentation lorsqu'on nomme un élément.
L'identifiant est le dixième élément du standard international Dublin Core, auquel on peut associer comme raffinement le certificat électronique de l'organisme qui gère les informations.
Voir par exemple le  dictionnaire de métadonnées pour le référentiel de publications du CNRS.